# فيديو ترويجي
الفيديو الترويجي هو تسجيل فيديو، يتم نشره على شبكة الإنترنت،
ويعرض مواد يتم شراؤها حديثًا تتضمن بيانات المنتج أو حتى السعر. وقد بدأ اتجاه نشر مقاطع الفيديو الترويجي (أو الترويجية) في التزايد في الفترة من عام 2007 وحتى 2010.
بحلول أواخر عام 2010، نُشر على شبكة الإنترنت على موقع يوتيوب فقط ما يقرب من ربع مليون مقطع فيديو ترويجي، وقد تمت مشاهدة بعض تلك المقاطع عشرات الملايين من المرات. ويعرض بعض الشباب (معظمهم من النساء) مقاطع الفيديو الترويجية التسويقية الخاصة بهم، بينما يعرضن جمالهن ويُعلقن بأصواتهن على مقطع الفيديو. وغالبا ما تُصنف مقاطع الفيديو حسب اسم المتجر أو حسب نوع المنتج (مستحضرات التجميل، والإكسسوارات، والأحذية، وطوابع البريد... إلخ).
وقبل أن تُصبح مقاطع الفيديو الترويجية اتجاهًا سائدًا على الإنترنت، كان ملايين الناس يقضون الكثير من الوقت في مشاهدة أناس آخرين، عن طريق مقاطع الفيديو الخاصة بالمنتج حيث يقومون بإفراغ المعدات والأجهزة التقنية الحديثة من عبواتها. وقد ظهر اتجاه «تفريغ محتويات العبوة» في عام 2006. ففي هذه المقاطع يعرض أصحابها العملية الكاملة لفتح عبوة المنتج وتركيب وتنشيط أدواتهم التكنولوجية الحديثة عالية التقنية.
وتخلق بعض المقاطع الترويجية شهرة كبيرة مؤقتة لبعض الناس، وقد أدخل مدونو مقاطع الفيديو الترويجية نظام صفقات الرعاية والبرامج الإعلانية من العلامات التجارية الكبرى. بعض المدونين ترجم شهرة اليوتيوب الخاصة بهم إلى صفقات بيع للمنتجات ومقالات في مجلات وتوزيع في الصحف ووسائل الإعلام الأخرى، لكن أغلبية مقدمي مقاطع الفيديو الترويجية لا يتلقون مقابلا لذلك بل تدفعهم وتحفزهم المكافأة الاجتماعية وهي أن يُنظر إلى أحدهم على أنه «خبير» في التسويق. ونادرًا ما يكون في مقاطع الفيديو الترويجية شيء سلبي عن المنتجات. وترجع أسباب هذه الاستعراضات الإيجابية إلى أن المشترين لن يشتروا أي شيء ما لم يكونوا في حاجة حقيقية له. ومن ثم، يروي أصحاب هذه المقاطع خبراتهم الإيجابية بوجه عام بعد اختيارهم للمنتجات التي يشترونها. وهذا المظهر من مظاهر أسلوب مقاطع الفيديو الترويجية يجذب رعاية المعلنين أصحاب العلامات التجارية بوضوح. فالعلامات التجارية مثل جيه سي بيني توصلت إلى مقدمي مقاطع الفيديو الترويجية كجزء من جهودها التسويقية لحملة «العودة إلى المدرسة 2010».
أقنعت مقاطع الفيديو الترويجية أيضًا ثلاثة من سكان منطقة خليج سان فرانسيسكو لإطلاق موقع هاول بلوج (بالإنجليزية: HaulBlog) - وهو موقع ساخر يُنشئ مقاطع فيديو ترويجية ساخرة تهزأ بهذه الظاهرة. والموقع يشبه أساسًا للسلسلة الشهرية الأصلية على الويب «مراقب مقاطع الفيديو الترويجية أو (The Haul Monitor)» حيث يحتوي على تعليقات طريفة تبين مميزات مقاطع الفيديو الترويجية في المجتمع وتبرزها.

## تنظيم العمل قانونا
وقد شرّعت هيئة التجارة الفيدرالية بالولايات المتحدة الأمريكية قوانين لتنظيم النشر والمحتوى على شبكة الإنترنت. وتكون المعلومات المنشورة على المدونات والبودكاست في شكل نص وصورة وصوت وفيديو. فمع السماح لأي ناشر (بما في ذلك منشئي مقاطع الفيديو الترويجية) أن يقبلوا أعمال تجارية وإعلانية، فإنه يجب الإفصاح عن عن الهدايا أو المدفوعات بشكل تام (وواضح) بما يُظهر أنها مدفوعة من قبل علامة تجارية، كراعية لاستعراض منتج ما. وتوجد أيضًا الهيئة الكندية الموازية لهيئة التجارة الفيدرالية، وهي لجنة الراديو والتليفزيون والاتصالات الكندية التي تراقب عن كثب هذه الأنشطة على الإنترنت.